# 维拉尔丰西纳
维拉尔丰西纳（義大利語：Villalfonsina），是意大利基耶蒂省的一个市镇。总面积9.06平方公里，人口1008人，人口密度111.3人/平方公里（2009年）。ISTAT代码为069100。